# Daniel Dziwniel
Daniel Dziwniel (* 19. August 1992 in Frankfurt am Main, Deutschland) ist ein polnischer Fußballspieler.

## Karriere

### Verein
Daniel Dziwniel spielte bis zur U-17 bei Eintracht Frankfurt. Nachdem er dort aber in der Saison 2008/09 in der B-Jugend-Bundesliga Süd/Südwest nur dreimal aufgestellt und überhaupt nicht zum Einsatz gekommen war, wechselte er während der Saison innerhalb der Liga zu den hessischen Nachbarn von Kickers Offenbach. Achtmal kam er in der Rückrunde noch zum Einsatz, musste aber am Ende mit der Mannschaft absteigen. In seinen A-Jugendjahren entwickelte sich der Außenverteidiger mit polnischen Wurzeln so erfolgreich weiter, dass er nach dem Ende der Juniorenzeit zur Saison 2011/12 gleich an der Vorbereitung der Profimannschaft auf die neue Spielzeit teilnehmen durfte und in den erweiterten Kader aufgenommen wurde.
Als er zu Beginn der Saison noch keinen Platz im Drittligateam bekam, wurde er mehrfach in der U-23 in der Hessenliga eingesetzt. Als jedoch am 13. Spieltag Stefan Hickl wegen einer Verletzung vom Feld musste, kam Dziwniel als Ersatz in der 68. Minute zu seinem Profidebüt. Bereits beim nächsten Heimspiel des OFC bekam er das Vertrauen von Anfang an und absolvierte seine erste Partie über 90 Minuten in der ersten Mannschaft.
Zur Saison 2013/14 wurde Dziwniel, aufgrund des Zwangsabstiegs der Offenbacher, vom polnischen Erstligisten Ruch Chorzów verpflichtet. Hier konnte er sich sofort einen Stammplatz erobern und brachte es in 1,5 Jahren auf 48 Ligaspiele, in denen er 2 Tore schoss und auf 6 Einsätze in der  Europa-League-Qualifikation. Im Januar 2015 wechselte Daniel Dziwniel in die Schweiz zum FC St. Gallen, wo er für 3,5 Jahre unterschrieb. Zu Beginn der Saison 2015/16 riss sich Dziwniel das Kreuzband und fiel für mehrere Monate aus. Nachdem er den Vertrag mit dem FC St. Gallen aufgelöst hat, unterschrieb Daniel Dziwniel zur Saison 2016/17 einen 3-Jahres-Vertrag beim polnischen Erstligisten Zagłębie Lubin.
Am Ende der Saison 2018/19 wurde der Vertrag von Dziwniel bei Zagłębie aufgelöst.

### Nationalmannschaft
Dziwniel entschied sich für den polnischen Fußballverband aufzulaufen. Zwischen 2012 und 2014 spielte er daher insgesamt 14-Mal für die U-21-Auswahl Polens.